# Opština Struga
Die Opština Struga (mazedonisch Општина Струга; albanisch Komuna e Strugës) ist eine Opština Nordmazedoniens. Sie ist Teil der Region Südwesten. Verwaltungssitz ist die Kleinstadt Struga am Ohridsee, nach der die Opština benannt ist.

## Geographie

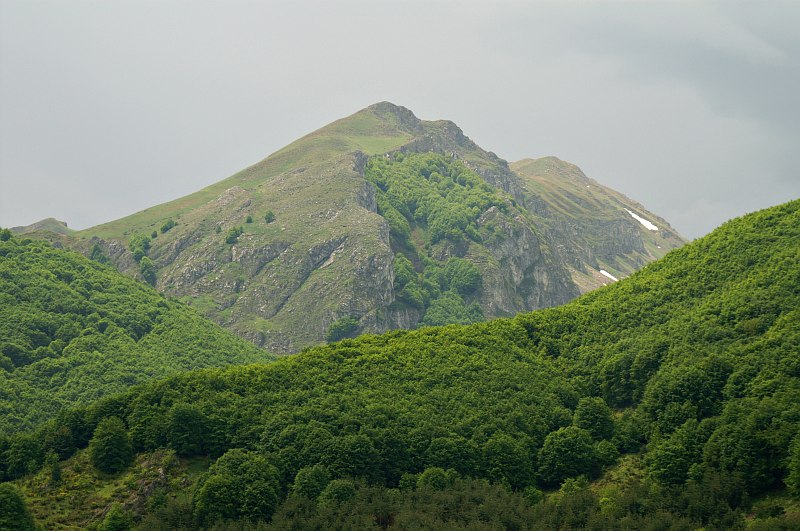
Die Berge des Jablanica-Gebirges sind die höchsten der Großgemeinde. Sie bilden im Westen die Grenze zu Albanien.

Die Opština von Struga grenzt im Westen an Albanien, im Norden grenzt an Centar Župa, im Osten an Debarca und im Süden bildet der Ohridsee die natürliche administrative Grenze. Außerdem umschließt sie die Opština von Vevčani im Westen zu Albanien völlig ein.
Der Schwarze Drin wird nach etwa 20 Kilometern Länge ab seinem Ausfluss bei Globočica gestaut und bildet so den gleichnamigen Stausee. Das Wasserkraftwerk wurde 1965 vollendet und hat eine Gesamtleistung von 42 Megawatt.
Im Westen der Opština zu Albanien hin erheben sich die Berge des Jablanica (höchste Erhebung auf Gemeindegebiet 2257 m. i. J.), im Norden das Karaorman-Gebirge (höchste Erhebung auf Gemeindegebiet 1791 m. i. J.) und im Osten eine außerhalb der Opština liegende Bergkette (höchste Erhebung 1196 m. i. J.), welche die Ebenen von Struga und Ohrid teilt.
Bis 2004 bildeten Labuništa, Velešta, Lukovo und Delogoždi eigenständige Opštini. Sie wurden jedoch in diesem Jahr durch die Reformen in der mazedonischen Lokalverwaltung der Opština Struga angeschlossen.

## Flora und Fauna
An den Hängen des Jablanica-Gebirges gibt es viele Weinbauflächen und Kastanien-Plantagen. So wurde hier 1984 erstmals in Europa die Rosskastanienminiermotte nachgewiesen. Weiters ist auch die Rotbuche sehr verbreitet. Ab einer Berghöhe von 1200 m. i. J. gibt es vermehrt Nadelhölzer. In der Nähe des Sees wachsen Walnuss- und Feigenbäume. Außerdem gibt es vielerorts Zypressen und Pyramidenpappeln.
In den höheren Gebirgslagen leben unter anderem – heute weitaus weniger zahlreich als früher – Wölfe, Luchse, Gämsen, Steinböcke und Braunbären. Auch Rehe, Hirsche, Marder und Wildschweine finden in den Waldgebieten – vor allem im Norden des Gebiets der Opština – geeigneten Lebensraum. Die Vogelwelt rund um den See ist sehr artenreich entwickelt.

## Bevölkerung

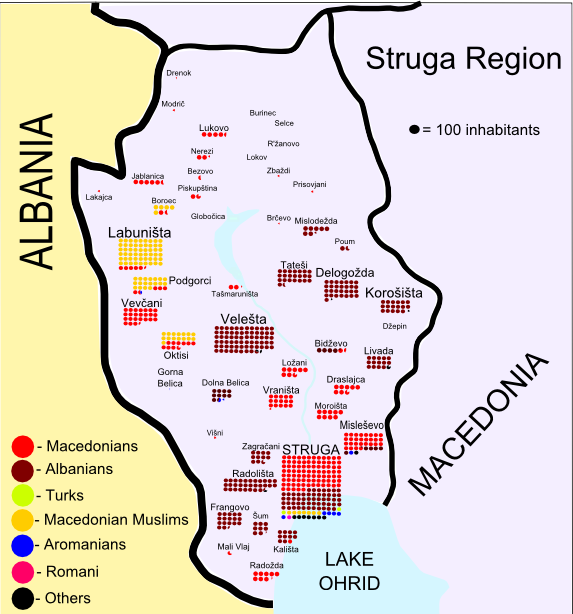
Verteilung der über sieben Ethnien in den Dörfern der Opština (laut Volkszählung 2002)

Laut der Volkszählung vom Jahr 2021 setzte sich die Bevölkerung wie folgt zusammen:
| Volksgruppe                                                                                      | Absoluter Anteil | Prozentualer Anteil |
| ------------------------------------------------------------------------------------------------ | ---------------- | ------------------- |
| Albaner                                                                                          | 25.785           | 50,58 %             |
| Mazedonier                                                                                       | 14.900           | 29,23 %             |
| Türken                                                                                           | 3.472            | 6,81 %              |
| Aromunen                                                                                         | 492              | 0,97 %              |
| Roma                                                                                             | 177              | 0,35 %              |
| Bosniaken                                                                                        | 95               | 0,19 %              |
| Serben                                                                                           | 68               | 0,13 %              |
| Andere (z. B. Torbeschen, Balkan-Ägypter, Aschkali)                                              | 2.420            | 4,75 %              |
| nicht angegeben                                                                                  | 27               | 0,05 %              |
| unbekannt                                                                                        | 27               | 0,03 %              |
| aus den Quellen der Verwaltung mitgezählte Personen, deren ethnische Angehörigkeit unbekannt ist | 3.530            | 6,92 %              |
| Summe                                                                                            | 50.980           | 100 %               |

Bemerkung: Die Prozentwerte sind auf zwei Kommastellen gerundet.

### Haushalte
Insgesamt wurden bei der Volkszählung vom Jahr 2002 14.485 Haushalte registriert. Somit wohnten damals in einem Haushalt durchschnittlich vier Personen – bei der damaligen Gesamtbevölkerung von 63.376 Personen.

## Gliederung
Zur Opština zählen außer der Stadt Struga noch die nachfolgenden 50 Dörfer.
| Name Mazedonisch (Lateinisch und Kyrillisch) | Name Albanisch (bestimmt und unbestimmt) | Geographische Region     | Einwohnerzahl (2021) | Ethnie                  | Erstsprache              | Religion                         | Gesprochener albanischer Dialekt |
| -------------------------------------------- | ---------------------------------------- | ------------------------ | -------------------- | ----------------------- | ------------------------ | -------------------------------- | -------------------------------- |
| Bezovo (Безово)                              | Bezeva/Bezevë                            | Jablanica                | 22                   | Mazedonier              | Mazedonisch              | orthodoxe Christen               | keiner                           |
| Bidževo (Биџево)                             | Bixhova/Bixhovë                          | Struga-Ebene             | 290                  | Albaner                 | Albanisch                | sunnitische Muslime              | Gegisch                          |
| Bogojci (Богојци)                            | Bogovica/Bogovicë                        | Karaorman                | 74                   | Albaner                 | Albanisch                | sunnitische Muslime              | Gegisch                          |
| Boroec (Бороец)                              | Boroveci/Borovec                         | Jablanica                | 565                  | Türken                  | Türkisch                 | sunnitische Muslime              | keiner                           |
| Brčevo (Брчево)                              | Bërçeva/Bërçevë                          | Karaorman                | 6                    | Mazedonier              | Mazedonisch              | orthodoxe Christen               | keiner                           |
| Burinec (Буринец)                            | Burineci/Burinec                         | Karaorman                | 1                    | Mazedonier              | Mazedonisch              | orthodoxe Christen               | keiner                           |
| Delogoždi (Делогожди)                        | Dollogozhda/Dollogozhdë                  | Struga-Ebene             | 1.714                | Albaner                 | Albanisch                | sunnitische Muslime              | Gegisch                          |
| Dobovjani (Добовјани)                        | Dobovjani/Dobovjan                       | Schwarzer Drin           | 237                  | Albaner                 | Albanisch                | sunnitische Muslime              | Gegisch                          |
| Dolna Belica (Долна Белица)                  | Belica e Poshtme / Belicë e Poshtme      | Struga-Ebene             | 660                  | Albaner                 | Albanisch                | sunnitische Muslime              | Gegisch/Toskisch                 |
| Dolno Tateši (Долно Татеши)                  | Tateshi i Poshtëm / Tatesh i Poshtëm     | Struga-Ebene             | 351                  | Albaner                 | Albanisch                | sunnitische Muslime              | Gegisch                          |
| Draslajca (Драслајца)                        | Drasllavica/Drasllavicë                  | Struga-Ebene             | 714                  | Mazedonier              | Mazedonisch              | orthodoxe Christen               | keiner                           |
| Drenok (Дренок)                              | Drenoku/Drenok                           | Jablanica                | 19                   | Mazedonier              | Mazedonisch              | orthodoxe Christen               | keiner                           |
| Džepin (Џепин)                               | Zhepini/Zhepin                           | Struga-Ebene             | 122                  | Albaner                 | Albanisch                | sunnitische Muslime              | Gegisch                          |
| Frangovo (Франгово)                          | Frëngova/Frëngovë                        | Jablanica                | 1206                 | Albaner                 | Albanisch                | sunnitische Muslime              | Toskisch                         |
| Globočica (Глобочица)                        | Glloboçica/Glloboçicë                    | Schwarzer Drin           | 0                    | Mazedonier (historisch) | Mazedonisch (historisch) | orthodoxe Christen (historisch)  | keiner                           |
| Gorna Belica (Горна Белица)                  | Belica e Sipërme / Belicë e Sipërme      | Jablanica                | 4                    | Albaner                 | Albanisch                | sunnitische Muslime              | Toskisch                         |
| Gorno Tateši (Горно Татеши)                  | Tateshi i Epërm / Tatesh i Epërm         | Struga-Ebene             | 619                  | Albaner                 | Albanisch                | sunnitische Muslime              | Gegisch                          |
| Jablanica (Јабланица)                        | Jabllanica/Jabllanicë                    | Jablanica                | 308                  | Mazedonier              | Mazedonisch              | orthodoxe Mazedonier             | keiner                           |
| Kališta (Калишта)                            | Kalishti/Kalisht                         | Ohridsee                 | 764                  | Albaner                 | Albanisch                | sunnitische Muslime              | Toskisch                         |
| Korošišta (Корошишта)                        | Koroshishti/Koroshisht                   | Struga-Ebene             | 1201                 | Albaner                 | Albanisch                | sunnitische Muslime              | Gegisch                          |
| Labuništa (Лабуништа)                        | Llabunishti/Llabunisht                   | Struga-Ebene             | 6739                 | Albaner                 | Albanisch                | sunnitische Muslime              | Gegisch                          |
| Lakaica (Лакаица)                            | Lakavica/Lakavicë                        | Jablanica                | 0                    | Mazedonier (historisch) | Mazedonisch (historisch) | orthodoxe Christen (historisch)  | keiner                           |
| Livada (Ливада)                              | Livadhia/Livadhi                         | Struga-Ebene             | 1132                 | Albaner                 | Albanisch                | sunnitische Muslime              | Gegisch                          |
| Lokov (Локов)                                | Llokova/Llokovë                          | Karaorman                | 0                    | Mazedonier (historisch) | Mazedonisch (historisch) | orthodoxe Christen (historisch)  | keiner                           |
| Ložani (Ложани)                              | Llozhani/Llozhan                         | Karaorman                | 644                  | Mazedonier              | Mazedonisch              | orthodoxe Christen               | keiner                           |
| Lukovo (Луково)                              | Llukova/Llukovë                          | Jablanica                | 268                  | Mazedonier              | Mazedonisch              | orthodoxe Christen               | keiner                           |
| Mali Vlaj (Мали Влај)                        | Ermëzi/Ermëz                             | Jablanica                | 20                   | Mazedonier              | Mazedonisch              | orthodoxe Christen               | keiner                           |
| Misleševo (Мислешево)                        | Misleshova/Misleshovë                    | Struga-Ebene             | 2969                 | Mazedonier              | Mazedonisch              | orthodoxe Christen               | Gegisch/Toskisch                 |
| Mislodežda (Мислодежда)                      | Misllodezhda/Misllodezhdë                | Karaorman                | 428                  | Albaner                 | Albanisch                | sunnitische Muslime              | Gegisch                          |
| Modrič (Модрич)                              | Modriçi/Modriç                           | Jablanica                | 8                    | Mazedonier              | Mazedonisch              | orthodoxe Christen               | keiner                           |
| Moroišta (Мороишта)                          | Morovishti/Morovisht                     | Struga-Ebene             | 881                  | Mazedonier              | Mazedonisch              | orthodoxe Christen               | keiner                           |
| Nerezi (Нерези)                              | Nerezi/Nerez                             | Jablanica                | 106                  | Mazedonier              | Mazedonisch              | orthodoxe Christen               | keiner                           |
| Novo Selo (Ново Село)                        | Novosella/Novosellë                      | Struga-Ebene             | 228                  | Albaner                 | Albanisch                | sunnitische Muslime              | Gegisch                          |
| Oktisi (Октиси)                              | Oktisi/Oktis                             | Jablanica                | 1925                 | Türken (!)              | Mazedonisch (!)          | sunnitische Muslime              | Gegisch/Toskisch                 |
| Piskupština (Пискупштина)                    | Preskopshtina/Preskopshtinë              | Jablanica                | 145                  | Mazedonier              | Mazedonisch              | orthodoxe Christen               | keiner                           |
| Podgorci (Подгорци)                          | Podgorca/Podgorcë                        | Jablanica                | 2430                 | Türken                  | Türkisch                 | sunnitische Muslime              | Gegisch                          |
| Poum (Поум)                                  | Poumi/Poum                               | Karaorman                | 67                   | Albaner                 | Albanisch                | sunnitische Muslime              | Gegisch                          |
| Prisovjani (Присовјани)                      | Prisovjani/Prisovjan                     | Karaorman                | 3                    | Mazedonier              | Mazedonisch              | orthodoxe Christen               | keiner                           |
| Radolišta (Радолишта)                        | Ladorishti/Ladorisht                     | Jablanica                | 2067                 | Albaner                 | Albanisch                | sunnitische Muslime              | Toskisch                         |
| Radožda (Радожда)                            | Rodohozhda/Rodohozhdë                    | Ohridsee                 | 710                  | Mazedonier              | Mazedonisch              | orthodoxe Christen               | keiner                           |
| Ržanovo (Ржаново)                            | Rzhanova/Rzhanovë                        | Karaorman                | 0                    | Mazedonier (historisch) | Mazedonisch (historisch) | orthodoxe Christen (historisch)  | keiner                           |
| Selci (Селци)                                | Sellca/Sellcë                            | Karaorman                | 6                    | Mazedonier              | Mazedonisch              | orthodoxe Christen               | keiner                           |
| Struga (Струга)                              | Struga/Strugë                            | Ohridsee, Schwarzer Drin | 15009                | Mazedonier              | Mazedonisch              | orthodoxe Christen               | Gegisch/Toskisch                 |
| Šum (Шум)                                    | Shumi/Shum                               | Struga-Ebene             | 411                  | Albaner                 | Albanisch                | sunnitische Muslime              | Toskisch                         |
| Tašmaruništa (Ташмаруништа)                  | Morunishti/Morunisht                     | Schwarzer Drin           | 173                  | Mazedonier              | Mazedonisch              | orthodoxe Christen               | keiner                           |
| Toska (Тоска)                                | Toska/Toskë                              | Karaorman                | 0                    | Albaner (historisch)    | Albanisch (historisch)   | sunnitische Muslime (historisch) | Gegisch (historisch)             |
| Velešta (Велешта)                            | Veleshta/Veleshtë                        | Struga-Ebene             | 3378                 | Albaner                 | Albanisch                | sunnitische Muslime              | Gegisch                          |
| Višni (Вишни)                                | Vishnja/Vishnjë                          | Jablanica                | 47                   | Mazedonier              | Mazedonisch              | orthodoxe Christen               | keiner                           |
| Vraništa (Враништа)                          | Vranishti/Vranisht                       | Struga-Ebene             | 1563                 | Mazedonier              | Mazedonisch              | orthodoxe Christen               | keiner                           |
| Zagračani (Заграчани)                        | Zagraçani/Zagraçan                       | Struga-Ebene             | 736                  | Albaner                 | Albanisch                | sunnitische Muslime              | Toskisch                         |
| Zbaždi (Збажди)                              | Zbazhdi/Zbazhdë                          | Karaorman                | 10                   | Mazedonier              | Mazedonisch              | orthodoxe Christen               | keiner                           |

Manchmal wird auch „Teferič“ als einzelnes Dorf angesehen, doch dieser Ort gehört zur Stadt Struga – trotz geographischer Distanz zur selbigen.